# Тимофей (Антис)
Митрополи́т Тимофе́й (греч. Μητροπολίτης Τιμόθεος, в миру Нико́лаос А́нтис греч. Νικόλαος 'Ανθης; род. 3 июня 1964, Контокали, Греция) — епископ Элладской православной церкви, митрополит Фессалиотидский и Фанариоферсальский (с 2014).

## Биография
Родился 3 июня 1964 года в посёлке Контокали близ города Керкира в Греции.
25 июня 2014 года был избран для рукоположения во епископа и возведения в сан митрополита Фессалиотидского и Фанариоферсальского.
30 июня 2014 года в храме святого Дионисия Ареопагита в столичном районе Колонаки состоялась его архиерейская хиротония, которую возглавил архиепископ Афинский Иероним II.
19 июля 2014 года в соборном храме города Кардица прошла интронизация нового митрополита.
Вошёл в «Список сослуживших с украинскими раскольниками иерархов Элладской Православной Церкви», распространённый циркулярным письмом Московской патриархии 8 ноября 2022 года, «с кем не благословляется молитвенное и евхаристическое общение и в епархии которых также не благословляется совершение паломнических поездок».